# Systema (kampkonst)
Systema (från ryska: Система, systemet) är en rysk självförsvarsmetod, kampkonsts-närstridsform som saknar fasta utgångsställningar (sk fighting stances), tekniker och regler. RMA Systema anses mer som en självförsvarsmetod självskydds närstrids stil än kampsport då det ej förekommer matcher eller tävlingar inom RMA Systema.
Träningen syftar till överleva ett väpnat överfall med en eller flera angripare. Träningen innefattar bland annat försvar vid överfall med tillhyggen som kedjor, biljardköer, basebollträn, knivar och skjutvapen i olika situationer. Träningen innefattar inte bara att kunna skydda sig själv utan också att kunna avstyra och ingripa när ens vänner överfalls.

## Ursprung
RMA Systema är en av de stilar som ryska och sovjetiska Spetsnaz tränats i. Ursprunget till RMA Systema anses finnas hos kosackerna och de ryska ortodoxa munkarna. Systema lärdes ut och utvecklades främst, under Sovjeteran, hos Spetsnazförbanden då den i princip uteslutande lärdes ut till vissa Spetznasenheter, till exempel Stalins personskydd. Än idag utbildas ryska Spetsnazenheter i Systema av bland andra Mikhail Ryabko.

## Systemet
Systema bygger på instinktiva rörelser och reflexer istället för förutbestämda tekniker och rörelsescheman. Till skillnad från många andra kampsporter har utövarna inga speciella dräkter, graderingsbälten, eller ceremonier. Det finns heller inga speciella ord eller termer för slag eller rörelser inom Systema. Istället finns fyra grundprinciper: andning, konstant rörelse, avslappning och kroppsform.
Man uppmanas att lära sig genom att kreativt prova sig fram och se vad som är möjligt. Genom att till exempel minska tempot i träningen minskar man adrenalinnivån och ökar därmed inlärningsmöjligheterna, vilket ger utövarna en chans att aktivt reflektera över vad som sker medan det sker, utan stressfaktorn. Stegvis ökas sedan fart och kraft i de olika träningsmomenten.